# Basilique Æmilia

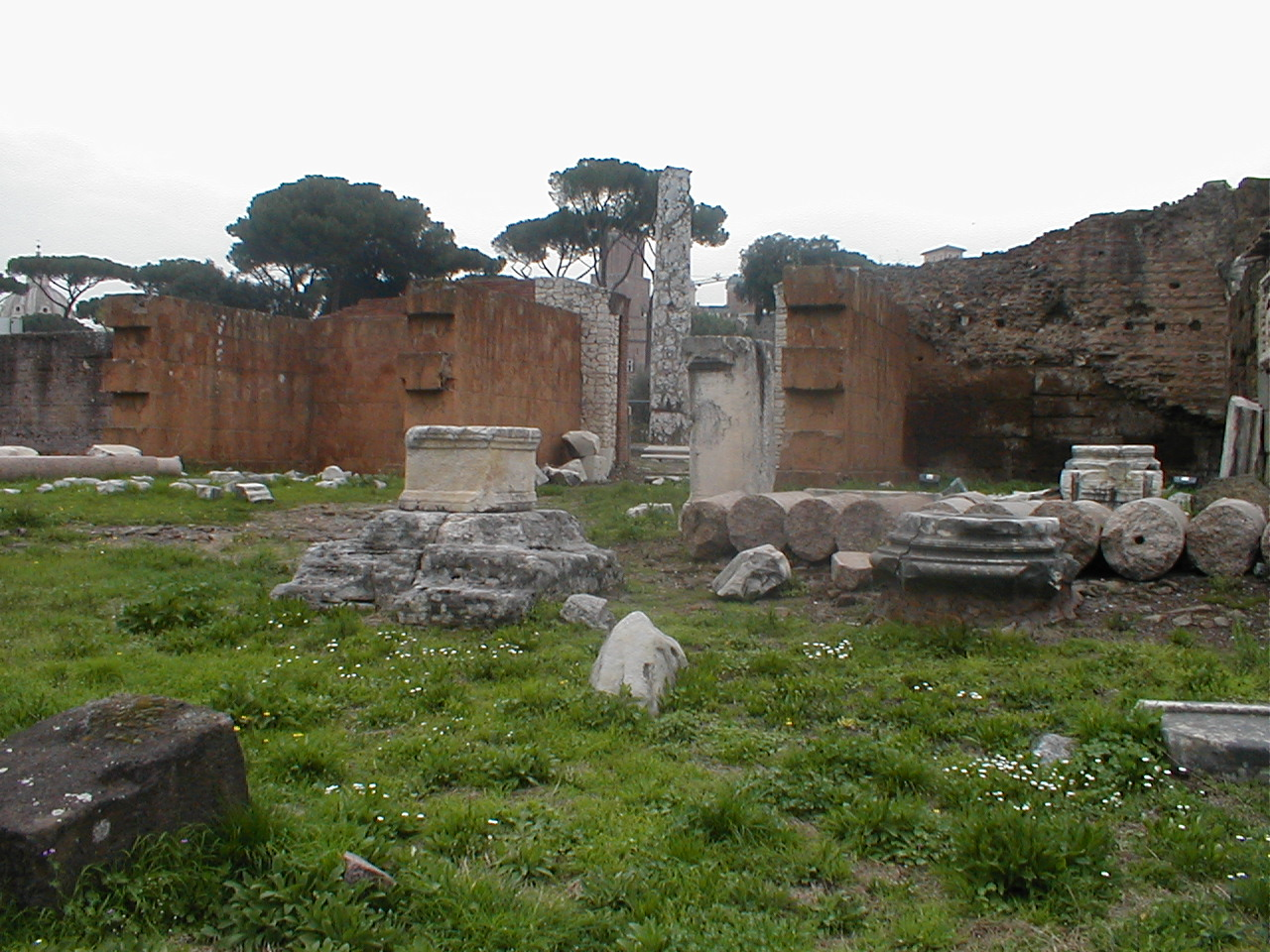
Les restes de la basilique Æmilia.

La basilique Æmilia ou basilique émilienne (en latin : basilica Æmilia), nommée aussi basilique Paulli (basilica Paulli) ou basilique Fulvia (basilica Fulvia), est une basilique romaine, située du côté du nord du Forum Romain. Sa construction date de 179 av. J.-C. mais elle a été plusieurs fois modifiée depuis. Ses ruines sont encore visibles aujourd'hui.

## Localisation
La basilique est située sur le Forum Romain, le long du côté est de l'esplanade, entre la Curie Julia et le temple d'Antonin et Faustine (voir le plan).

## Fonction
La basilique est d'abord édifiée pour protéger les passants de la pluie ou du soleil et offrir un abri aux activités du Forum Romain. On y construit aussi de nouvelles boutiques (tabernae), avec à l'étage une terrasse pour assister aux combats de gladiateurs se déroulant sur la place. Des tribunaux siègent à l'intérieur par la suite, puis des changeurs et des banquiers s'installent en cet endroit propice aux affaires. 
La basilique avoisine au nord le forum de Nerva et la Curie  séparée par la via dell' Argileto. Au sud, passe la via Sacra qui coupe longitudinalement le Forum depuis le temple de Saturne jusqu'à l'arc de Titus. Tout à côté, on trouve le temple de Saturne siège du Trésor public du peuple romain.

## Histoire

### Antiquité
En 179 av. J.-C., les censeurs Marcus Æmilius Lepidus et Marcus Fulvius Nobilior commandent et financent la construction de la basilique, originellement nommée basilique Fulvia ou basilique Æmilia.
En 159 av. J.-C., le censeur Publius Cornelius Scipio Nasica Corculum installe une clepsydre dans la basilique. La basilique ne garde que le nom de basilique Æmilia, perdant après le IIe siècle av. J.-C. celui de basilique Fulvia.
En 78 av. J.-C., le consul Marcus Æmilius Lepidus décore le bâtiment avec les boucliers ou les portraits gravés de ses ancêtres (imagines clipeatae) et fait quelques travaux de reconstruction.
En 54 av. J.-C., l'édile Lucius Aemilius Paullus, frère du triumvir Lépide, s'engage à restaurer la basilique grâce à l'argent du butin des Gaules réuni par César. Ce dernier fait aussi édifier en face la basilique Julia. Le bâtiment y gagne en splendeur et la reconstruction est achevée par son fils, à l'époque de son consulat, Lucius Æmilius Lepidus Paullus, qui consacre la basilique rénovée. Elle prend alors aussi le nom de basilique Paulli.
En 14 av. J.-C., la basilique brûle et est reconstruite au nom de la gens Æmilia. Elle est de nouveau restaurée en 22 ap. J.-C. par Marcus Aemilius Lepidus.
Au début du Ve siècle, les toits en bois de la nef et des ailes sont détruits dans un incendie, vraisemblablement lors du sac de Rome par Alaric Ier en 410. Les boutiques (tabernae) et la façade sont également détruites. Un tremblement de terre en 847 cause l'effondrement définitif des restes de la basilique.

### Vestiges
Seules les bases des colonnes extérieures et de la nef, ainsi que les bases des boutiques (tabernae) existent aujourd'hui, donnant le plan général de l'édifice.

## Description
La basilique se compose d'un hall principal, divisé en trois nefs, une centrale et deux latérales, entourées de colonnes, en marbre d'Afrique avec bases et chapiteaux de marbre blanc. Une quatrième nef est ajoutée lors des reconstructions. L'ordre architectural dominant est le dorique.
Le hall principal mesure environ quatre-vingt-dix mètres de long pour vingt-sept mètres de large. Au nord-est de la nef, il y a une deuxième ligne de colonnes. Au sud-ouest de la nef, une rangée de petites boutiques (tabernae) sont édifiées en opus quadratum de tuf. Dans trois d'entre elles se trouvent des portes communiquant avec la nef. L'arcade principale possède quinze voûtes. 
Plus tard, Auguste dresse devant la basilique, une colonnade dorique à arcades, qui cache les boutiques (tabernae) aux yeux des passants de la via Sacra, et remet la vieille basilique au goût du jour. Le portique est détaché de la structure de la basilique et forme un édifice à part entière, dédié à ses deux fils adoptifs Caius et Lucius Caesar (Porticus Gai et Luci).
Au nord de la basilique il semble qu'il y avait une porte donnant sur le Campo Vaccino avec sur les côtés, des colonnes sur socle et un entablement dorique orné de triglyphes et de bucrânes.

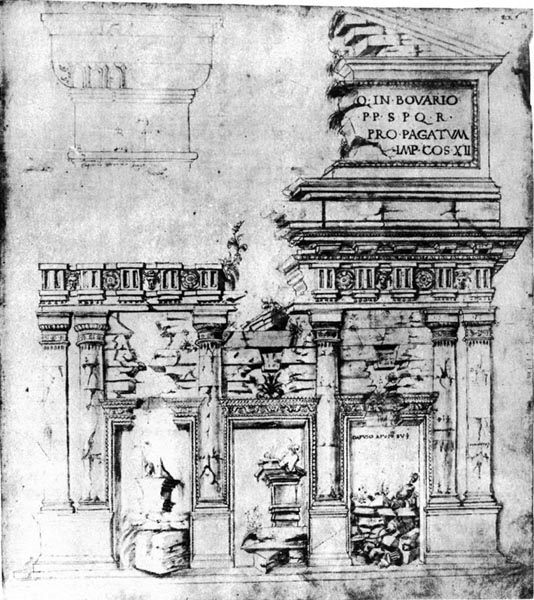
Vestiges de la basilique sur un dessin de Giuliano da Sangallo, 1480
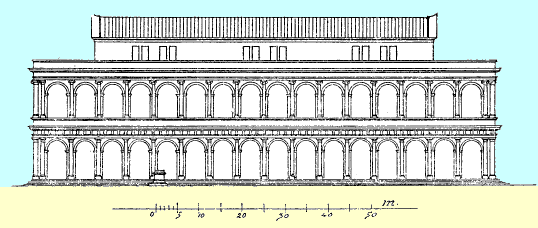
Reconstitution de la façade, Christian Hülsen, 1905
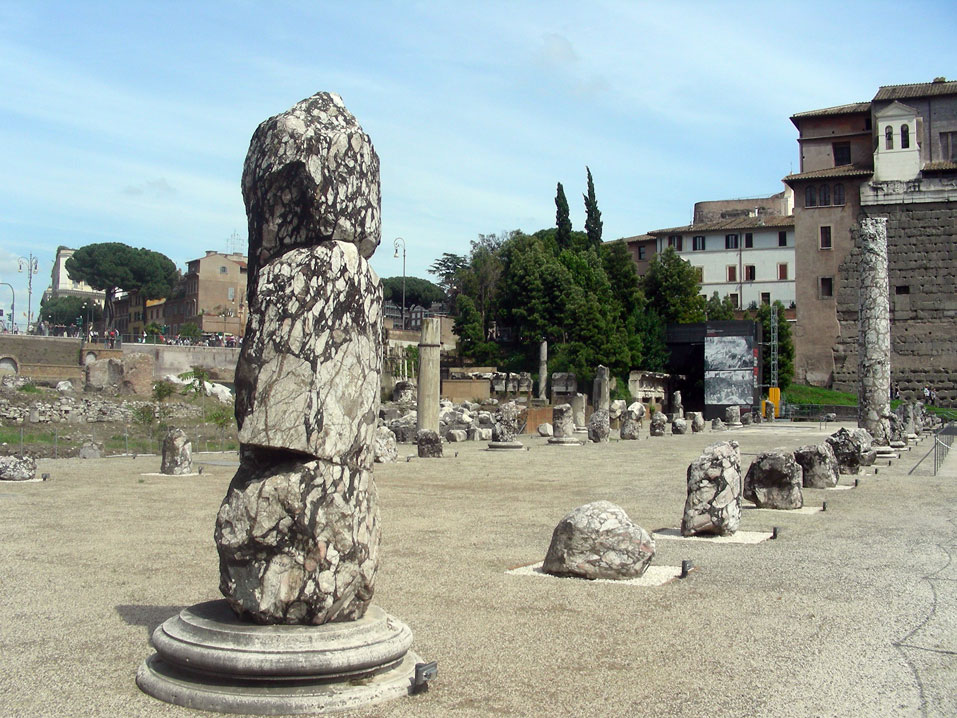
Vestiges de la colonnade intérieure